# Підборна сільська рада
Підбо́рна сільська рада (рос. Подборный сельский совет) — сільське поселення у складі Крутіхинського району Алтайського краю Росії.
Адміністративний центр — селище Підборний.

## Населення
Населення — 658 осіб (2019; 707 в 2010, 892 у 2002).

## Склад
До складу сільської ради входять:
| Населений пункт        | Населення, осіб (2002) | Населення, осіб (2010) |
| ---------------------- | ---------------------- | ---------------------- |
| Красноряжський, селище | 170                    | 82                     |
| Підборний, селище      | 492                    | 397                    |
| Радостний, селище      | 230                    | 228                    |